# Вероятно, дьявол
«Вероятно, дьявол» (фр. Le diable probablement) — драма французского режиссёра Робера Брессона. Премьера фильма состоялась в июне 1977 года в рамках 27-го Берлинского кинофестиваля.

## Сюжет
Шарль мечется между политикой, религией и психоанализом, всё время подвергая сомнениям тот или иной выбор. Однажды он понимает, как отвратителен духовный и материальный упадок общества, в котором он живёт. В самоубийстве Шарль видит оптимальное решение этой проблемы.

## В ролях
- Антуан Моннье – Шарль
- Тина Ириссари – Альберта
- Анри де Моблан – Мишель
- Режис Анрион – доктор Мимэ, психоаналитик
- Летиция Каркано – Эдвига
- Николя Деги – Валентин
- Жоффруа Госсен – книготорговец
- Роже Онора – комиссар
- Венсан Коттрель
- Лоранс Деланнуа
- Летиция Мартиннети
- Мартин Шлюмбергер
- Тэди Клоссовски
- Мигель Ириссари
- Надин Буаё-Видаль
- Ролан де Корбьяк
- Доминик Лион

## Съёмочная группа
- Режиссёр-постановщик: Робер Брессон
- Автор сценария: Робер Брессон
- Оператор: Паскуалино Де Сантис
- Продюсеры: Ален Депардьё, Марк Моретт, Стефани Чалгаджиефф, Даниель Тоскан дю Плантье
- Композитор: Филипп Сард
- Монтажёр: Жермен Лами
- Художник-постановщик: Эрик Симон
- Художник по костюмам: Жаки Буден
- Гримёр: Кристина Форнелли
- Звукорежиссёр: Жорже Пра
- Звуковые эффекты: Даниэль Кото

## Награды и номинации
1977 – Берлинский кинофестиваль:
- номинация на премию «Золотой медведь» – Робер Брессон
- премия «Серебряный медведь» за лучшую режиссуру – Робер Брессон
- особый приз Международной католической организации в области кино (OCIC) за лучшую режиссуру – Робер Брессон
- премия Interfilm за лучшую режиссуру – Робер Брессон

### Рецензии
- Review by MARJORIE BAUMGARTEN
- Review by Slarek
- Review by Jeffrey M. Anderson
- The Best Old Movies on a Big Screen This Week: NYC Repertory Cinema Picks, November 3-December 6
- Review by Richard Brody
- A Masterpiece, Most Likely: Hoberman on Robert Bresson’s «The Devil, Probably»
- I’m perfectly aware of my superiority
- CLEAR AND PRESENT
- The festival, probably
- Review by Andrew Sarris
- Le Diable probablement
- The invisible enemy